# Zuteilungsgesetz
Ein Zuteilungsgesetz (ZuG) ist ein im Rahmen des EU-Emissionsrechtehandels in Deutschland erlassenes Gesetz, das nationale Ziele für die Emission von Kohlendioxid, CO2, sowie Regeln für die Zuteilung und Ausgabe von Emissionsberechtigungen an die Betreiber von Anlagen festlegt, die dem Treibhausgas-Emissionshandelsgesetzes (TEHG) unterliegen. Die ZuG sind die gesetzliche Ausgestaltung der deutschen Nationalen Zuteilungspläne (NAP). Die Zuteilungen wurden für jede Handelsperiode (Zuteilungsperiode) in einem gesonderten Gesetz geregelt, um flexibel auf neue Erkenntnisse oder Anforderungen reagieren zu können.
Es gab Zuteilungsgesetze und sie konkretisierende Zuteilungsverordnungen für die erste Handelsperiode, 2004–2007, (ZuG 2007 und ZuV 2007) und die zweite Handelsperiode, 2008–2012, (ZuG 2012 und ZuV 2012) des Emissionsrechtehandels. Seit der dritten Handelsperiode, 2013–2020, gibt es keine nationalen Allokationspläne mehr, sondern ein von der Europäischen Kommission festgelegtes Mengenziel (Cap) und einheitliche Zuteilungsregeln für alle Mitgliedsstaaten. Daher gibt seit der dritten Handelsperiode auch kein Zuteilungsgesetz mehr. Die seit 2013 geltenden einheitlichen europäischen Zuteilungsregeln aus der Emissionshandelsrichtlinie (Richtlinie 2003/87/EG) und dem darauf aufbauenden Benchmarking-Beschluss (Beschluss 2011/278/EU) werden in Deutschland nunmehr nur noch durch Zuteilungsverordnungen konkretisiert.

## ZuG 2007
Für die 1. Handelsperiode (2005–2007) wurde in Deutschland das ZuG 2007 erlassen.
In § 4 des ZuG 2007 sind die nationalen Emissionsziele und die Zuteilungsmengen für die einzelnen Makrosektoren (Wirtschaftsbereiche) festgelegt. Dazu gehören auch Bereiche, die nicht vom Emissionshandel erfasst werden, wie etwa der Verkehr. Dies bezeichnet man als den Makroplan.
In einem sogenannten Mikroplan wurde festgelegt, wie viele Emissionsberechtigungen einzelne Anlagen erhalten können, die unter den Emissionshandel fallen. Zum Mikroplan gehört auch eine Sonderreserve für Kapazitätserweiterungen oder neu in den Markt eintretende Wettbewerber.
| Sektor                            | Zuzuteilende Menge, [Mio. t CO2/Jahr] | Zuzuteilende Menge, [Mio. t CO2/Jahr] |
| Sektor                            | 2005–2007                             | 2008–2012                             |
| --------------------------------- | ------------------------------------- | ------------------------------------- |
| Energie und Industrie             | 503                                   | 495                                   |
| Verkehr und Haushalte             | 298                                   | 291                                   |
| Gewerbe, Handel, Dienstleistungen | 058                                   | 058                                   |
| Summe                             | 859                                   | 844                                   |

Die Summe der Berechtigungen aus dem Mikroplan überstieg die im Makroplan festgelegten. Für diesen Fall griff der in § 4 und § 5 ZuG 2007 definierte Erfüllungsfaktor von 0,9709. Für prozessbedingter Emissionen und neu errichtete Anlagen wurde ein Erfüllungsfaktor von 1 angesetzt. Anlagen, die kurz vor Beginn der Zuteilungsperiode modernisiert worden waren, erhielten ebenfalls einen höheren Anteil („early action“). Durch Multiplikation mit dem Erfüllungsfaktor wurden die Zuteilungsmengen einheitlich reduziert, um die Emissionsmengen des Makroplans einzuhalten.
In den §§ 7 bis 18 ZuG 2007 sind die verschiedenen Antragsmöglichkeiten für die Zuteilung festgelegt.
Das Zuteilungsgesetz 2007 wurde in der Zuteilungsverordnung 2007 (ZuV 2007) weiter konkretisiert.

## ZuG 2012
Für die 2. Handelsperiode (2008–2012) erarbeitete die deutsche Bundesregierung ein neues Zuteilungsgesetz, in das auch die im Zuge des Revisionsprozesses des zweiten deutschen Nationalen Zuteilungsplanes (NAP II) umzusetzenden Änderungen (Forderungen der Europäischen Union) eingearbeitet werden mussten. Das ZuG 2012 ist im Sommer 2007 verabschiedet worden.
Aufbauend auf den Erfahrungen der ersten Handelsperiode 2005 bis 2007 sollte das Emissionshandelssystem in Deutschland durch die im Zuteilungsgesetz 2012 festgelegten Regeln fortentwickelt und seine Effizienz verbessert werden. Mit dem NAP II bzw. dem ZuG 2012 wurde die Struktur der Zuteilungsregeln, vor allem durch Verzicht auf Sonderregeln und Wahloptionen, gegenüber der ersten Handelsperiode deutlich vereinfacht. Der Erfüllungsfaktor für Kraftwerke wurde auf 0,85 gesenkt. Für alle anderen Bereiche wurde nur geringfügig vermindert, so dass nach wie vor fast alle Emissionsberechtigungen kostenlos ausgegeben wurden.
Das Zuteilungsgesetz 2012 ersetzte das Zuteilungsgesetz 2007. Es wurde in der Zuteilungsverordnung 2012 (ZuV 2012) weiter konkretisiert.